# 日本版DBS導入に関する議論
日本版DBS導入に関する議論では、イギリスのDBS（前歴開示および前歴者就業制限機構）と同様の制度を日本にも導入しようという動きについて述べる。DBSとは、イギリスの内務省が所管する公的機関であり、性犯罪歴の有無を明らかにする前歴開示や、前歴者の就業禁止を行っている。イギリスでは、子どもと接する職場で働く人に性犯罪歴がないかどうかをDBSが確認している。子どもと接する事業者が就業希望者の承諾を得てDBSに性犯罪歴などのチェックを依頼すると、DBSは裁判所や警察の情報などを照会する。そして就業希望者に証明書を発行し、事業者にも通知することで、性犯罪歴がある人の採用を未然に防ぐ。2023年10月現在、こうした仕組みを日本にも導入しようという機運が高まっている。

## 導入に向けた動き
2020年6月、コロナ禍により保育園が休園して自宅で保育をしていた家庭で、保育士のマッチングアプリを利用して雇ったベビーシッター（自称保育士）の男2人が、保育中に子どもの体を触り強制わいせつ罪（現・不同意わいせつ罪）で逮捕された。逮捕された2人は性犯罪を繰り返しており、この事件をきっかけに日本でDBSへの関心が高まった。こども家庭庁で法律専門家のほか保護者の代表らが出席した有識者会議が設けられ、2023年9月に「こども関連業務従事者の性犯罪歴等確認の仕組みに関する有識者会議報告書」として報告書がとりまとめられた。
報告書において「子どもに対する性犯罪・性暴力は被害に遭ったこどもの心身に生涯にわたって有害な影響を及ぼす極めて悪質な行為であって決して許してはならない。」こどもの性的知識の未熟さやその立場の弱さに乗じて行われ、第三者が被害に気付きにくいため、一度発生すると継続する可能性が高いことから、未然に防止するための仕組み作りが必要としている。「性犯罪再犯率13.9%、性犯罪検挙者再犯率9.6%」という統計に対して、「性犯罪は被害者の心身に回復困難な被害を生じさせるものであり、その点においてこれらの数値は看過できるものではない。」とした。
①支配性
こどもを指導するなどし、非対称の力関係があるなかで支配的・優越的立場に立つこと
②継続性
時間単位のものを含めてこどもと生活を共にするなどして、こどもに対して継続的に密接な人間関係を持つこと
③閉鎖性
親等の監視が届かない状況の下で預かり、養護等をするものであり、他者の目に触れにくい状況を作り出すことが容易であること
の点で、教育、保育等を提供する事業者は、その業務に従事する者による子どもに対する性犯罪・性暴力を防止する責務を負っているとされる。この責務を果たすため、当該業務に従事する者が性犯罪歴を有するか否かを確認する仕組みを導入する必要がある。
それから、本件確認の仕組みの対象は飽くまで一定の性犯罪歴を有する者に限られることから、何ら性犯罪歴を有しないものがいわゆる初犯に及ぶことを防止し、こどもの安全の確保をより確実なものとするために、他の措置についても併せて取り組む必要がある。
一方で、留意点として、職業選択の自由・営業の自由との関係上、対象範囲は限定的にせざるをえない。また、犯罪歴は要配慮個人情報（個人情報保護法2条3項）であり、漏洩すれば本人に重大な影響を及ぼすおそれがある上、仕組みに対する信頼を損なうため、対象事業者は、提供を受ける性犯罪歴等の情報を安全かつ適切に管理することができるものであるべきとしている。
報告書によると、「性犯罪歴」には不同意わいせつ罪等のほか、痴漢行為や盗撮処罰法に該当する盗撮行為なども含まれる。
対象としては、学校や認定こども園、保育所、児童福祉施設などは確認の義務を負う事業者とした一方、学習塾や予備校、スイミングスクール、芸能事務所など民間事業者は任意での利用となっている。しかしながら、学校における働き方改革が進み、分業を検討する教育現場と施設老朽化に直面する学校では、水泳の授業は民間への委託進が進み、愛知県では公立小中学校の1割が委託を実施している。

## 国会での議論
2023年10月16日、政府は、子どもの性被害防止に関する会議を開き、教育現場での防犯カメラ設置などの支援策を経済対策に盛り込む方針を表明した。政府は「日本版DBS」制度の創設法案を第212回国会に提出することを目指したが、対象業務や期間についての審議が不十分として見送られた。岸田文雄首相は、ジャニー喜多川性加害問題に関連した代表質問において、法案について提出作業を急ぐよう指示する考えを示し、経済対策で防犯強化を打ち出して対応を急ぐ。
2024年1月、子ども家庭庁が2024年4月より、子どもへのわいせつ行為で資格登録が取り消された保育士の情報を記録したデータベースを導入し、自治体や保育施設が採用する際には検索が義務づけられる予定と報道された。

## 署名活動
2023年9月、認定NPO法人フローレンスは、8万筆超の署名をこども家庭庁の小倉將信こども政策担当大臣へ提出した。同法人は日本版DBSの対象を塾や習い事、無償ボランティアを含め、子どもに接するすべての仕事とすることを求め、8月10日より小児科医や産婦人科医と共同で署名活動を行った。

## 国内の類似制度
2021年、議員立法として「教育職員等による児童生徒性暴力等の防止等に関する法律」が衆参両院の全会一致により成立し、2021年6月に公布された。これにより児童生徒にわいせつ行為をして懲戒免職となった教員に対し、失効した免許を再交付しない権限が都道府県教育委員会に与えられた。
同法の付帯決議（令和3年5月27日 参議院文教科学委員会）として次の事項が掲げられた。
教育職員等以外の職員、部活動の外部コーチ、ベビーシッター、塾講師、高等専門学校の教育職員、放課後児童クラブの職員等の免許等を要しない職種についても、わいせつ行為を行った者が二度と児童生徒等と接する職種に就くことができないよう、児童生徒等に性的な被害を与えた者に係る照会制度が必要である。その検討に当たっては、イギリスで採用されている「DBS制度」も参考にして、教育職員等のみならず児童生徒等と日常的に接する職種や役割に就く場合には、採用等をする者が、公的機関に照会することにより、性犯罪の前科等がないことの証明を求める仕組みの検討を行うこと。
2018年、文部科学省は教員について、懲戒免職理由が明らかではない従来システムを改め、免許を失効した元教員の名前や生年月日、本籍地を調べられる検索システムを導入し、2021年には検索期間を過去5年分から40年分に拡大した。さらに、都道府県教育委員会に氏名や処分理由の入力を義務付け、子どもにわいせつ行為をした教員の処分歴閲覧用データベースの作成を2022年度に着手する。

## 有識者の見解

### 導入に肯定的な見解
日本大学教授の末冨芳は、もし日本のDBSで痴漢が性犯罪の対象外になると、子供の権利擁護につながらないと指摘している。一方で、イギリスのDBSでは不起訴の場合でも引っかかるという。また、わいせつ教員で処分される教員のうち約8、9割方が「条例違反レベル」であるため、条例違反すらDBSにのらないのであれば、処分された教員はDBSに搭載されないとの矛盾点について、教育現場で懸念されていることを述べている。
立正大学教授の小宮信夫は、イギリスでは「犯罪機会論」に基づいて同制度が導入されたことに言及し、地方自治体に対して犯罪防止の必要性に配慮した施策を実施する義務を課していると述べている。小宮は、犯罪が起きる場所の3要素として「犯罪者」「被害者」「場所」の関係性に着目し、犯罪の機会を与えないことによって犯罪を未然に防止しようとする犯罪機会論の法制化が必要と指摘している。
依存症回復施設で活動する精神保健福祉士の斉藤章佳は、日本版DBSの導入で何より子供を守ることが最優先であるとしている。治療プログラム参加者からも行動認知療法の観点から子供に加害者を近づかせないことは至極まっとうな制度であるとの声があり、同時に加害者も犯罪から自身を遠ざけるので守られる制度であるとの見解を示した。実際、加害当事者であるプログラム受講者からも多くの賛同の声があったと述べている。加害者の人権と子供を守ることでは、優先すべきは子供であることは明白と自身の著作で語った。さらに、塾講師やインストラクターらによる加害行為は少なくないことから可能な限り対象を広げるべきとし、また子どもへの性犯罪で逮捕歴が2回以上の加害者の再犯率は非常に高いとの見解を示している。
こども家庭庁などが「緊急対策パッケージ」としてこども・若者の性被害防止をとりまとめた会議に参加した評論家の荻上チキは、自身の10代での性被害について、自分で「性的いたずら」という言葉で自身の被害を小さく考えていた。その背景には性暴力自体を矮小化していたこと、男性の同性愛について笑いに変えるような雰囲気があったこと、性教育そのものが非常に不足をしていたことなどが重なっていたと取材に答えた。また、教育・部活など様々な場での指導の場面でのハラスメントは、指導する・されるという関係自体が、権力関係にあるため一方的な加害行為が行われやすいと認識することが必要と語り、レクチャリングハラスメントと呼んでいる。
ジャーナリストでジェンダー問題に詳しい治部れんげは、日本版DBSや性交同意年齢の引き上げの議論では加害者の更生や職業選択の自由の話など男性側の自由の話ばかり出てくると指摘する。性的同意年齢の議論で、立憲民主党・本多平直議員が性犯罪刑法の改正議論において、50歳近くの自身が14歳の子と性交したら、たとえ同意があっても逮捕されることに意を唱えるなどした騒動も示し、違和感があると語った。

### 導入に慎重な見解
甲南大学名誉教授の園田寿は、子どもにわいせつした人は再犯率が本当に高いのか疑問を呈し、刑法上は10年経ったら前科は消滅することも同制度は相容れないと語る。子供関係の就労制限も憲法の基本的人権の制限となり合理的制約と言えるのか、前科情報を別の機関に移して管理することが適切か、と疑問を投げかけ、ホワイトリスト方式を主張した。加えて、法務省をはじめ政府機関は「再犯率」なる数値の統計を持っておらず、法務省が刑務所を出た人がたとえば2年以内に再入所する割合（「再入率」）のデータのみを公表しているが、出所者全体（15.1％）と比べると低く、再犯率が高いとまでは言えない、と指摘している。
立正大学客員教授の石塚伸一は、本制度によって性犯罪プログラムを受講した元受刑者たちにはその成果を発揮する場が制限されることになること、性犯罪の初犯や前科のない人に対する抑止力はあまり期待できないこと、犯歴情報が民間に提供されることによるデータ流出のリスクが計り知れないこと、などを本制度の問題として挙げる。また、性犯罪は発覚し難い犯罪であることから、氷山の一角に過ぎない人たちの前科情報を提供し、子どもに関係する職種から排除してみても、性犯罪の防止効果は低いと指摘する。加えて、日本版DBSは刑罰または保安処分に当たるとし、刑罰的な側面からすれば刑罰不遡及に反し、また、保安処分と解しても、限られた犯罪類型の前科者の情報の開示と就職制限では、性犯罪の防止とこどもの保護のための効果は疑問であって、比例原則に反すると批判する。
日本労働弁護団（幹事長：佐々木亮）は、2024年4月17日、以下の内容の声明を発表している。
- 児童対象性暴力等が行われる「おそれ」は、客観的事実に基づき、適切に判断されなければならない。
- 児童対象性暴力等が行われる「おそれ」がある場合であっても、それに対する人事上の措置が過重なものであってはならない。
- 児童対象性暴力等が行われる「おそれ」の認定にあたっては、その「おそれ」が客観的に認定されることを必要とするなど、使用者の恣意によらないことが担保され、また、検証可能となるようにされなければならないことを法律に明記し、又は本法律に基づく内閣府令に具体的に定めるべきである。
- 事業者が「おそれ」の判断を適切に行えるよう、行政等が支援する仕組みも設けられるべきである。
- 犯罪事実確認がなされたという情報は、極めて機微な個人の前科に係る情報であるから、法所定の漏洩防止措置のみならず、事実上これが推知されたり、探索されたりすることを防ぐ措置がなされなければならない。

## 法制化
2024年6月19日、子供と接する職場で働く者の性犯罪歴を雇用主側が確認する「日本版DBS」制度の創設を盛り込んだ、学校設置者等及び民間教育保育等事業者による児童対象性暴力等の防止等のための措置に関する法律（通称：こども性暴力防止法、日本版DBS法）が参議院本会議で全会一致により可決、成立した。